# Lista de deputados estaduais do Paraná da 4.ª legislatura
Essa é uma lista de deputados estaduais do Paraná eleitos para o período 1959-1963.

## Composição das bancadas
| Partido | Líder                 | Bancada | Posição  |
| ------- | --------------------- | ------- | -------- |
| PSD     | Ernesto Moro Redeschi | 17 / 45 | Oposição |
| PTB     | Jorge Nassar          | 13 / 45 | Oposição |
| PDC     | Nilson Baptista Ribas | 4 / 45  | Governo  |
| UDN     | Haroldo Leon Peres    | 4 / 45  | Governo  |
| PSP     | João Ferreira Neves   | 4 / 45  | Oposição |
| PR      | Renato Loures Bueno   | 3 / 45  | Oposição |

## Deputados estaduais
| Número | Deputados estaduais eleitos      | Partido | Votação | Percentual | Cidade onde nasceu    | Unidade federativa |
| 17178  | Agostinho José Rodrigues         | PDC     | 3.163   |            | Curitiba              | Paraná             |
| 22842  | Amadeu Puppi                     | UDN     | 3.530   |            | Paranaguá             | Paraná             |
| 14381  | Amaury de Oliveira e Silva       | PTB     | 4.155   |            | Rio Negro             | Paraná             |
| 22635  | Aníbal Khury                     | UDN     | 4.246   |            | Porto União           | Santa Catarina     |
| 14227  | Antônio Annibelli                | PTB     | 8.314   |            | São Paulo             | São Paulo          |
| 41237  | Antônio Ferreira Rüppel          | PSD     | 7.012   |            | Bocaiúva do Sul       | Paraná             |
| 41340  | Cândido Machado de Oliveira Neto | PSD     | 7.054   |            | Clevelândia           | Paraná             |
| 17358  | Eduardo Machado de Lima          | PDC     | 2.320   |            | Joinville             | Santa Catarina     |
| 14201  | Elias Nacle                      | PTB     | 5.299   |            | Lençóis Paulista      | São Paulo          |
| 41829  | Emílio Humberto Carazzai         | PSD     | 5.256   |            | Arapongas             | Paraná             |
| 41627  | Ernesto Moro Redeschi            | PSD     | 5.188   |            | Almirante Tamandaré   | Paraná             |
| 46407  | Eurico Batista Rosas             | PSP     | 5.021   |            | Ponta Grossa          | Paraná             |
| 41238  | Felipe Silveira Bittencourt      | PSD     | 7.045   |            | Lagoa Vermelha        | Rio Grande do Sul  |
| 41448  | Francisco Sady de Brito          | PSD     | 5.964   |            | Cruz Alta             | Rio Grande do Sul  |
| 41704  | Guataçara Borba Carneiro         | PSD     | 8.988   |            | Reserva               | Paraná             |
| 22100  | Haroldo Leon Peres               | UDN     | 5.427   |            | Rio de Janeiro        | Rio de Janeiro     |
| 41104  | João Batista Ribeiro Júnior      | PSD     | 10.064  |            | Campina Grande do Sul | Paraná             |
| 46809  | João Ferreira Neves              | PSP     | 4.713   |            | São João do Triunfo   | Paraná             |
| 41572  | João Mansur                      | PSD     | 5.869   |            | Irati                 | Paraná             |
| 22477  | João Vargas de Oliveira          | UDN     | 3.829   |            | Ponta Grossa          | Paraná             |
| 14141  | Joaquim Néia de Oliveira         | PTB     | 5.767   |            | Ribeirão Claro        | Paraná             |
| 41353  | Jorge Amin Maia                  | PSD     | 8.898   |            | Florianópolis         | Santa Catarina     |
| 14628  | Jorge Nassar                     | PTB     | 10.048  |            | Curitiba              | Paraná             |
| 41228  | José Colombino Grassano          | PSD     | 9.178   |            | Itamogi               | Minas Gerais       |
| 14192  | José Hoffmann                    | PTB     | 4.691   |            | Curitiba              | Paraná             |
| 41427  | Ladislau Lachowski               | PSD     | 6.641   |            | Curitiba              | Paraná             |
| 14322  | Libânio Estanislau Cardoso       | PTB     | 4.759   |            | São José dos Pinhais  | Paraná             |
| 46271  | Lincoln Ferreira Cunha Pereira   | PSP     | 5.573   |            | Curitiba              | Paraná             |
| 14270  | Luiz Alberto Dalcanale           | PTB     | 7.893   |            | Joaçaba               | Santa Catarina     |
| 14604  | Mário Batista de Barros          | PTB     | 4.788   |            | Prudentópolis         | Paraná             |
| 41806  | Mário Faraco                     | PSD     | 5.165   |            | Araucária             | Paraná             |
| 14397  | Miguel Dinizo                    | PTB     | 5.502   |            | Itatiba               | São Paulo          |
| 41742  | Nelson Augusto Rosário           | PSD     | 6.175   |            | Cascavel              | Paraná             |
| 41147  | Neo Martins                      | PSD     | 5.532   |            | Paranavaí             | Paraná             |
| 20656  | Nicanor de Vasconcelos Souza     | PR      | 3.517   |            | São Mateus do Sul     | Paraná             |
| 17411  | Nilson Baptista Ribas            | PDC     | 5.396   |            | Palmas                | Paraná             |
| 20486  | Paulo Afonso Alves de Camargo    | PR      | 3.506   |            | Guarapuava            | Paraná             |
| 14939  | Pedro Liberti                    | PTB     | 4.456   |            | Londrina              | Paraná             |
| 20625  | Renato Loures Bueno              | PR      | 3.283   |            | Palmas                | Paraná             |
| 41387  | Ruy Gandara                      | PSD     | 8.555   |            | Francisco Beltrão     | Paraná             |
| 14260  | Silvino Lopes de Oliveira        | PTB     | 4.497   |            | Lapa                  | Paraná             |
| 41249  | Vidal Vanhoni                    | PSD     | 5.457   |            | Paranaguá             | Paraná             |
| 14264  | Waldemar Dares                   | PTB     | 4.145   |            | Campo Mourão          | Paraná             |
| 17722  | Padre Valdemiro Haneiko          | PDC     | 5.264   |            | Kiev                  | Ucrânia            |
| 46642  | Zaqueu de Melo                   | PSP     | 6.760   |            | Monte Carmelo         | Minas Gerais       |